# Konsthuvudstereo

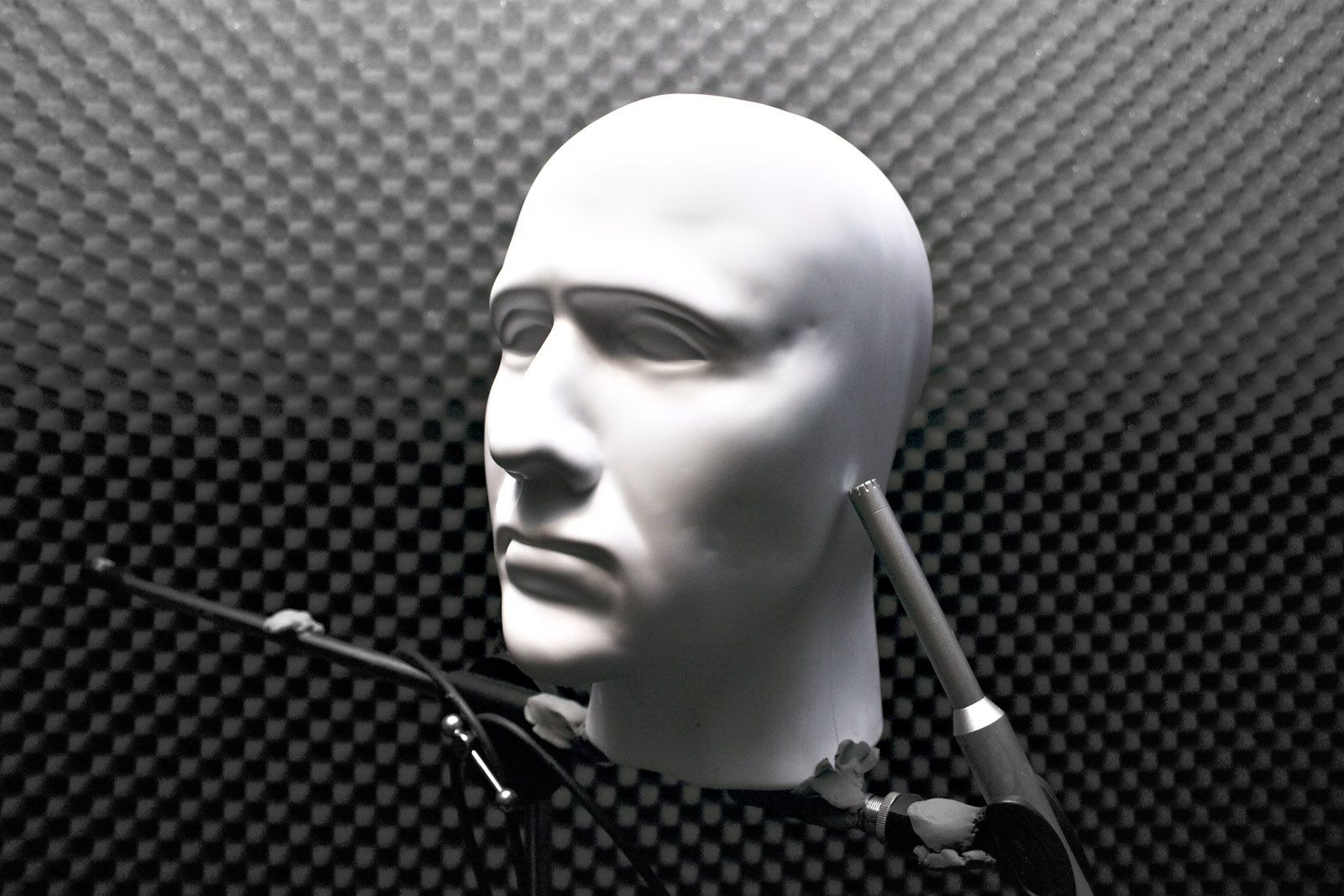
Attrapp av huvud med mikrofoner placerade där öronen skulle suttit. Andra konsthuvuden har naturtrogna öron och hörselgångar; mikrofonkapseln sitter då på trumhinnans plats.

Konsthuvudstereo är en inspelningsmetod som bygger på att två mikrofoner monteras på ett mer eller mindre naturtroget konsthuvud. Inspelningarna lämpar sig bäst för avlyssning med hörlurar, och kan då ge ett överväldigande naturligt tredimensionellt ljud.
Teorin bakom metoden är att vårt huvud, framförallt ytterörat, påverkar ljudet olika beroende på varifrån det kommer, och att vi genom de nivå-, tids- och frekvensskillnader som denna påverkan ger kan riktningsbestämma ljudkällor. Detta kallas head-related transfer functions, HRTF, som också ligger till grund för Dolby Headphone och liknande tekniker att återge flera ljudkanaler via hörlurar. Med konsthuvudstereo behövs dock ingen speciell avkodare eller akustikprocessor; all information finns naturligt ”kodad” i stereosignalen.
Konsthuvudmetoden används inte så ofta, eftersom den mesta musiken görs för högtalarlyssning, och en konsthuvudinspelning låter inte särskilt bra via högtalare. Ett annat problem är att inspelning av till exempel stora orkestrar med endast två mikrofoner ger upphov till balansproblem. Därtill kommer att en stor del av dagens musik inte bygger på akustiska arrangemang.
Förutom för inspelning av till exempel små ensembler lämpar sig metoden mycket väl för ljudeffekter – som skrikande måsar och en bil som kör framifrån och bak i höger kanal på Pink Floyds The Final cut – och radioteater. Sveriges Radio har flera gånger spelat in radioteater i konsthuvudstereo.